# Ісупова Анастасія Германівна
Анастасія Германівна Ісупова — провідна солістка балету Львівського національного академічного театру опери та балету імені Соломії Крушельницької, Заслужений артист України.

## Життєпис
Донька Германа Ісупова, українського радянського артиста балету, прем'єра Львівського театру опери і балету імені Івана Франка, народного артиста УРСР.
З 1992 почала працювати у Львівському державному академічному театрі опери та балету.
У 1997—2001 працювала в Державному театрі опери та балету у м. Брно (Чехія).
З 2001 року знову працює у Львівському державному академічному театрі опери та балету.

## Творчість
У репертуарі такі партії :
- Марія — «Привал кавалерії» І. Армсгеймера
- Мірта — «Жізель» А. Адана
- Лілея — «Лілея» К. Данькевича
- Килина — «Лісова пісня» К. Данькевича
- Ліза — «Даремна обережність» П. Гертеля
- Балерина — «Пахіта» Л. Мінкуса
- Вальс № 7 — «Шопеніана» Ф. Шопена
- Маша, Королева Мишей — «Лускунчик» П. Чайковського
- Ева, Чортиха — «Створення світу» А. Петрова
- Гамзаті — «Баядерка» Л. Мінкуса
- Джульєтта — «Ромео і Джульєтта» С. Прокоф"єва
- Кармен — «Кармен-сюїта» Ж. Бізе -Р. Щедріна
- Соломія, Нуся — «Повернення Баттерфляй» Д. Пуччіні-М. Скорика
- Гудула — «Есмеральда» Ц.Пуньї
- Кітрі, вулична танцівниця, володарка дріад — «Дон Кіхот» Л. Мінкуса

Гастролі: Німеччина, Польща, Швейцарія, Австрія, Франція, Іспанія, США, Голландія

## Відзнаки
- Лауреат премії ім. В.Писарєва
- 7 березня 2017 Указом Президента України № 56/2017 Анастасії Ісуповій присвоєне почесне звання «Заслужений артист України».[1]